# Hajime Wakai
Hajime Wakai (若井淑 Wakai Hajime?) es un compositor de videojuegos que desde su debut trabaja para Nintendo. Sobre todo es conocido por haber compuesto junto a Kōji Kondō la banda sonora de Star Fox 64 y ser el compositor principal de la saga Pikmin. En la actualidad es uno de los principales responsables del apartado de sonido de The Legend of Zelda.

## Trabajos

### Videojuegos
| Año  | Título                                         | Cargo                                                                              |
| ---- | ---------------------------------------------- | ---------------------------------------------------------------------------------- |
| 1997 | Star Fox 64                                    | Música junto con Koji Kondo                                                        |
| 1997 | Yoshi's Story                                  | Efectos de sonido junto con Yasushi Ida                                            |
| 1998 | F-Zero X                                       | Música junto con Taro Bando                                                        |
| 1999 | Pokémon Stadium                                | Música junto con Kenta Nagata y Toru Minegishi                                     |
| 2000 | Pokémon Stadium 2                              | Música                                                                             |
| 2001 | Pikmin                                         | Música                                                                             |
| 2002 | The Legend of Zelda: The Wind Waker            | Música junto con Kenta Nagata, Toru Minegishi y Koji Kondo                         |
| 2004 | Pikmin 2                                       | Música junto con Kazumi Totaka                                                     |
| 2005 | Nintendogs                                     | Música                                                                             |
| 2006 | New Super Mario Bros.                          | Música junto con Asuka Hayazaki y Koji Kondo                                       |
| 2006 | Star Fox Command                               | Música                                                                             |
| 2007 | Big Brain Academy: Wii Degree                  | Dirección de sonido                                                                |
| 2008 | Super Smash Bros. Brawl                        | Arreglo de los temas 'Area 6 (Star Fox 64)' y 'Area 6 Ver. 2 (Star Fox 64)'        |
| 2008 | Mario Kart Wii                                 | Soporte de sonido                                                                  |
| 2008 | Wii Music                                      | Dirección de sonido; música junto con Kenta Nagata, Toru Minegishi y Mahito Yokota |
| 2011 | The Legend of Zelda: Skyward Sword             | Dirección de sonido; música junto con varios más                                   |
| 2012 | Nintendo Land                                  | Dirección de sonido                                                                |
| 2013 | Pikmin 3                                       | Música junto con Asuka Hayazaki y Atsuko Asahi                                     |
| 2013 | The Legend of Zelda: The Wind Waker HD         | Música original; arreglos junto con Kenta Nagata, Asuka Hayazaki y Atsuko Asahi    |
| 2014 | Super Smash Bros. para Wii U                   | Arreglo del tema 'Tour (Animal Crossing: New Leaf)'                                |
| 2016 | Star Fox Zero                                  | Supervisión de sonido junto con Koji Kondo                                         |
| 2016 | Star Fox Guard                                 | Supervisión de sonido junto con Koji Kondo                                         |
| 2017 | The Legend of Zelda: Breath of the Wild        | Dirección de sonido; música junto con Manaka Kataoka y Yasuaki Iwata               |
| 2017 | Hey! Pikmin                                    | Supervisión de sonido junto con Mitsuhiro Hikino y Ryoji Yoshitomi                 |
| 2018 | Starlink: Battle for Atlas                     | Supervisión de sonido junto con Koji Kondo                                         |
| 2019 | The Legend of Zelda: Link's Awakening (Switch) | Supervisión de sonido junto con Takahiro Watanabe                                  |
| 2020 | Hyrule Warriors: Age of Calamity               | Supervisión                                                                        |
| 2021 | The Legend of Zelda: Skyward Sword HD          | Supervisión de sonido                                                              |
| 2023 | The Legend of Zelda: Tears of the Kingdom      | Dirección de sonido; música junto con varios más                                   |
| 2024 | The Legend of Zelda: Echoes of Wisdom          | Dirección musical                                                                  |

### Otros proyectos
| Año  | Título                                                      | Cargo                                                                   |
| ---- | ----------------------------------------------------------- | ----------------------------------------------------------------------- |
| 2003 | Nintendo Sound Selection Vol.1: Healing Music               | Música original e interpretación musical junto con varios más           |
| 2005 | Nintendo Sound Selection Vol.3: Loud Music                  | Música original, arreglos e interpretación musical junto con varios más |
| 2008 | Touch! Generations SOUND TRACK                              | Música original, arreglos e interpretación musical junto con varios más |
| 2014 | PIKMIN Short Movies                                         | Música junto con Mahito Yokota                                          |
| 2017 | The Legend of Zelda: Breath of the Wild - Pase de expansión | Supervisión de sonido; música del tema 'The Great Hero: Daruk'          |